# Aradas
Aradas è una parrocchia civile (freguesia) nel comune di Aveiro. La popolazione nel 2011 era di 9 157 abitanti, su una superficie di 8,93 km².